# Ceratagallia ebena
Ceratagallia ebena är en insektsart som beskrevs av Hamilton 1998. Ceratagallia ebena ingår i släktet Ceratagallia och familjen dvärgstritar. Inga underarter finns listade i Catalogue of Life.